# Suren Bagratuni
Suren Bagratuni (* 1963 in Jerewan) ist ein armenischer Cellist und Musikpädagoge.
Bagratuni begann im Alter von sechs Jahren Cello zu spielen und trat bereits dreizehnjährig als Konzertsolist auf. Nachdem er als Jugendlicher den Allunions-Cellowettbewerb der Sowjetunion, den Transkaukasischen Wettbewerb und den Allarmenischen Cellowettbewerb gewonnen hatte, erhielt er 1986 eine Silbermedaille im Fach Cello beim Tschaikowski-Wettbewerb. 1988 gewann er in Italien den Ersten Preis beim Premio Vittorio Gui International. Nach seinem Studium bei Daniil Schafran und bei Natalia Schachowskaja am Moskauer Konservatorium  setzte er seine Ausbildung bei Laurence Lesser am New England Conservatory of Music  fort, wo er später selbst eine Lehrtätigkeit übernahm. Er ist Professor für Cello an der Michigan State University, wo er auch das jährliche Cello Plus Festival als künstlerischer Leiter betreut und Gründungsmitglied des Nobilis Trio ist. Außerdem gibt er Meisterklassen in Europa, im Nahen Osten und Südafrika, in Armenien, Kanada und an Hochschulen der USA, u. a. am Peabody Institute und am Cleveland Institute of Music.
Als Solist trat Bagratuni mit allen namhaften Orchestern der Sowjetunion und Orchestern in Europa, Asien, Südafrika, Nord- und Südamerika auf. Er gab weltweit Konzerte als Solist, Recitals und Konzerte als Kammermusiker, nahm an Festivals wie dem Newport Music Festival, dem Pro Musica International Festival in El Paso und internationalen Festivals in Italien, der Schweiz, Frankreich, Deutschland, Spanien, Armenien, Kanada, Australien, Kolumbien, Mexiko, Brasilien, Korea, China und Taiwan teil und hatte Rundfunkauftritte u. a. bei der ARD, bei CBC/Radio-Canada, WNYC in New York, Radio France und NHK World-Japan TV. Aufnahmen spielte er u. a. bei den Labels Melodija und Marco Polo (Naxos) ein.